# Endonepenthia gregalis
Endonepenthia gregalis är en tvåvingeart som först beskrevs av Meijere 1910.  Endonepenthia gregalis ingår i släktet Endonepenthia och familjen puckelflugor. Inga underarter finns listade i Catalogue of Life.